# Югурта
Югурта (лат. Iugurtha; 160—104 до н. э.) — царь Нумидии со 117 года до н. э., который вёл с римлянами Югуртинскую войну. Незаконорожденный сын одного из сыновей Масиниссы.

## Биография
Юный Югурта пользовался таким успехом среди нумидийцев, что его дядя Миципса попытался избавиться от него, направив его в помощь Сципиону Африканскому Младшему, осаждавшему в то время Нуманцию. Югурте удалось убедить римских сенаторов в своей лояльности, и под их нажимом Миципса в 120 году до н. э. пошёл на усыновление Югурты.
Через два года Миципса умер, разделив царство между Югуртой и двумя сыновьями — Гиемпсалом и Адгербалом. От первого из них Югурта вскоре избавился, однако Адгербал стал искать защиты в Риме. Сенатская комиссия произвела раздел Нумидии таким образом, что Югурте досталась менее обжитая и развитая западная часть страны, однако кочевники, населявшие её, были отличными воинами.
В 112 году до н. э. Югурта повёл свои войска против Адгербала и взял его столицу, Цирту. Умерщвлён был не только Адгербал, имевший титул друга и союзника римского народа, но и участвовавшие в обороне города италийцы (в литературе часто ошибочно пишут о римлянах). В ответ на это сенат объявил Югурте войну.
На следующий год Югурта добился заключения мира с захватившим значительную часть Нумидии консулом Луцием Кальпурнием Бестией — как уверяли противники мира, с помощью взяток. Народный трибун Меммий требовал расследования обстоятельств этой сделки, для чего Югурта был вызван в Рим. Царь явился во вражескую столицу, от него требовали назвать имена тех римских политиков, кого он подкупил, но другой народный трибун Бебий запретил ему говорить — как уверяли, подкупленный царём. Но равным образом вероятно, что Бебий не желал ему дать возможность опорочить безо всяких доказательств видных римских политиков. Уезжая из Рима, Югурта якобы воскликнул: «о продажный город, он вскоре погибнет, как только найдет покупателя» («Urbem venalem et mature perituram, si emptorem invenerit»).

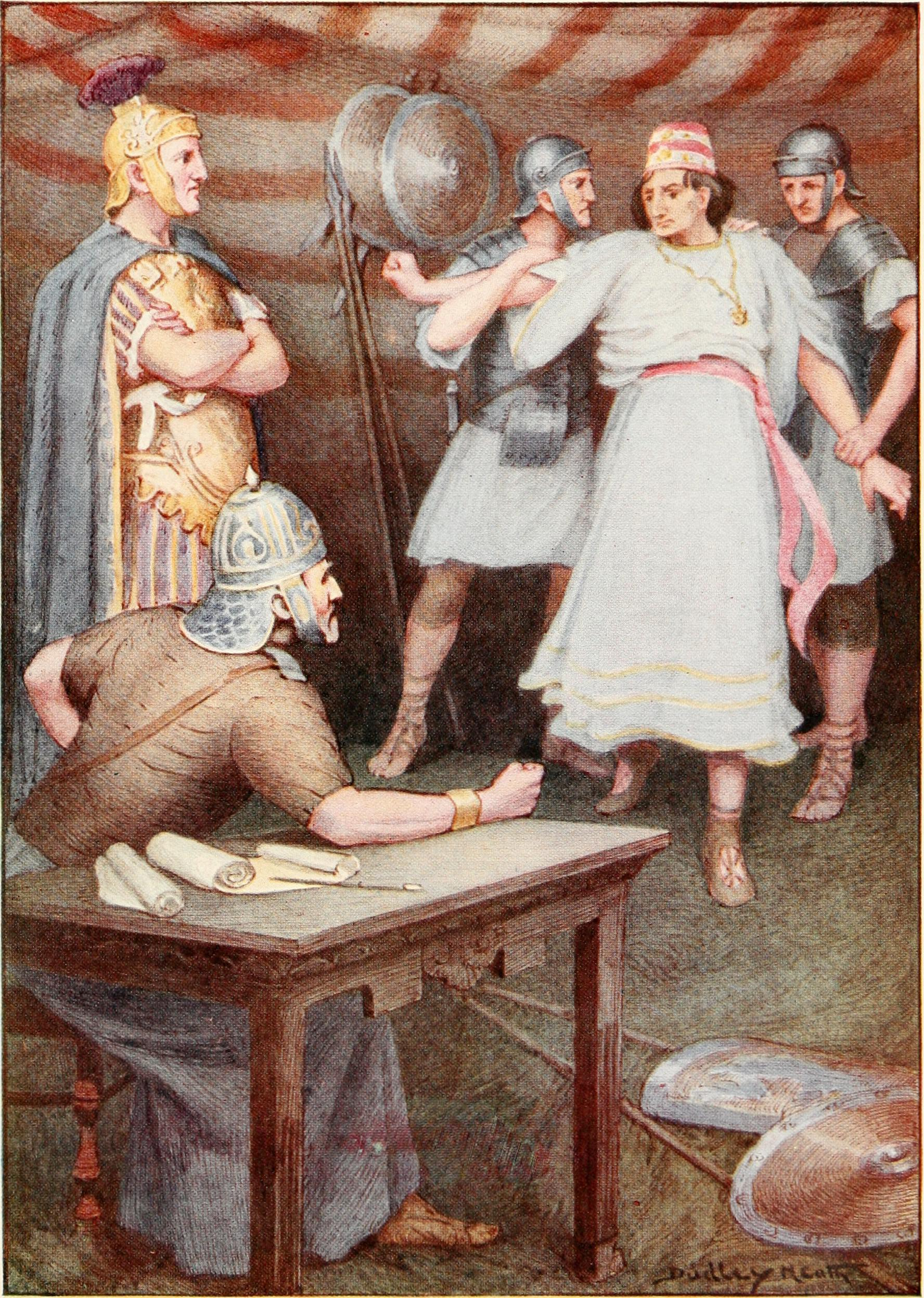
Пленение Югурты (иллюстрация к «Истории Рима от ранних времён до смерти Августа для мальчиков и девочек», 1912 год)

Когда противники Югурты стали выдвигать в противовес ему другого внука Масиниссы, Массиву, тот подстроил его убийство прямо в Риме. Посланная против него армия во главе с Авлом Постумом Альбином в начале 110 года до н. э. позорно капитулировала, и Югурта вскоре очистил Нумидию от последних римских солдат.
Заключённый сенатом мир оказался непрочным. Когда в 107 году до н. э. в Нумидию был направлен Гай Марий, Югурта перешёл к тактике партизанской борьбы. Он заключил союз со своим тестем Бокхом, но после первых поражений тот предпочёл заключить соглашение с Марием и выдать Югурту посланному римским командующим квестору Сулле.
Пленный нумидийский царь, доставивший римлянам столько неприятностей, был окончательно унижен тем, что его в царской одежде и драгоценностях заставили идти в триумфальной процессии Гая Мария. После этого с него сорвали одежду и золотые серьги, вырвав при этом мочку уха, а затем поверженный царь был предан смерти в подземной Мамертинской тюрьме. Как сообщает Плутарх, когда Югурту бросили в холодную яму тюрьмы, он сохранил достаточно духа, чтобы сказать,  насмешливо улыбаясь: «О Геракл, какая холодная у вас баня!». Он умер от голода через шесть дней.

## В культуре
Югурта является одним из персонажей пьесы Мигеля де Сервантеса «Нумансия», романа Колин Маккалоу «Первый человек в Риме».

## В астрономии
В честь Югурты назван астероид (1248) Югурта, открытый 1 сентября 1932 года южноафриканским астрономом Сирилом Джексоном в обсерватории Йоханнесбурга.